# Bujakovići
Bujakovići su naselje u općini Srebrenica, Republika Srpska, BiH.

## Stanovništvo
Nacionalni sastav stanovništva 1991. godine, bio je sljedeći:
ukupno: 174
- Srbi - 166
- Bošnjaci - 7
- ostali, neopredijeljeni i nepoznato - 1